# 105省道 (安徽省)
合肥-马鞍山公路，安徽省道网编号S105，简称合马路，是安徽省的一条干线公路。 105省道起于合肥市瑶海区大兴镇，终于马鞍山市花山区濮塘镇皖苏省界，与江苏 340省道相接。途经合肥市区、肥东县、巢湖市、含山县、和县、马鞍山市区。

## 路段

### 合肥至巢湖段
S105合马路龙塘至巢湖段一级公路于2011年11月16日开工建设，路基宽24.5米，双向四车道，沥青混凝土路面，总投资约8亿元，为亚行贷款路网改建项目。
合马路改建工程起点位于S105与合肥南环高速交叉的龙塘互通立交东1公里;终点位于巢湖市长江西路，与半汤路平交。按照一级公路标准建设的S105合马路龙塘至巢湖段，设计车速80公里/小时，为沥青混凝土路面，路线全长50.59公里。

### 巢湖至乌江段
巢湖至乌江段一级公路于2009年3月6日开工建设，2011年底建成通车，双向四车道，工程总投资9.8亿元。
2014年，和县县委经省政府批复同意在105省道巢湖至乌江段设收费站，地址选在西埠镇，但颇受争议，2016年建成，至今未运营。

### 马鞍山至濮塘段
马鞍山至濮塘公路改建工程于2009年7月1日正式开工，2011年7月1日建成通车，全长10.22公里，全线按一级公路标准设计，设计时速为100公里，路基宽26米，双向四车道，采用沥青混凝土路面，总投资2.9亿元。
2019年，马鞍山市交通运输局在S105皖苏省界线西2.1公里处设立皖S105濮塘收费站，对入境车辆实行单向收费。2019年6月18日开始对所有过往车辆按规定征收通行费，凡皖E籍车辆可按有关规定在收费站购买月票通行,未购买月票车辆均按次征收。